# Коэн, Самуэль
Сэмюэль Коэн (англ. Samuel Theodore Cohen; 21 января 1921, Бруклин — 28 ноября 2010) — американский физик, изобретатель нейтронной бомбы. Один из самых известных физиков США.

## Биография
Сэмюэль Коэн родился 21 января 1921 года, в Бруклине, Нью-Йорк, в семье Лазаруса и Дженни Коэн — австрийских евреев, эмигрировавших в США через Великобританию. В 1925 году его семья переехала в Калифорнию, где он пошел в школу. Учился в Калифорнийском университете, изучал математику и физику. Окончил университет с отличием в 1943 году. Затем пошёл на службу в армию, откуда был откомандирован в Массачусетский технологический институт для повышения квалификации в физике и математике. Вскоре Коэн стал одним из участников «Манхэттенского проекта» — секретной программы США по разработке ядерного оружия. Не имея докторской степени, он рассчитывал нейтронные плотности атомной бомбы Fat Man («Толстяк»), которая была сброшена на Нагасаки в 1945 году.
После Второй мировой войны Коэн начал работать в некоммерческом стратегическом исследовательском центре RAND (Research ANd Development — «Исследования и разработка»). Этот центр был основан для конструирования самолётов, ракетной техники и спутников, а с начала 1950-х годов начал работать по заказам американского правительства, в частности, по вопросам национальной безопасности. В центре RAND Коэн провел большую часть своей научной карьеры.
Докторскую степень он защитил в Беркли.

### Отец нейтронной бомбы
Коэн вспоминал, что получил вдохновение для создания нейтронной бомбы после того, как в 1951 году посетил Сеул, разрушенный и сожженный в Корейской войне.
Коэн впервые предложил концепцию нейтронной бомбы в 1958 году, когда работал в Ливерморской национальной лаборатории имени Лоуренса. Первые испытания оружия, призванного уничтожать живую силу противника, не затрагивая инфраструктуру и не заражая местность радиацией, состоялись в 1962 году на подземном полигоне в Неваде. В 1978 году президент США Джимми Картер приостановил разработку оружия, однако в 1981 году проект был возобновлен.

## Семья
Коэн был дважды женат:
- С 1948 по 1952 год он был женат на Барбаре Бисселл.
- В 1960 году он заключил супружеский союз с Маргарет Мюнерманн.
  - Имел двоих сыновей и дочь.